# Adolf Ludwig Follen
Pour les articles homonymes, voir Follen.
Adolf Ludwig Follen, de son vrai nom August Adolf Follenius (né le 21 janvier 1794 à Giessen, mort le 26 décembre 1855 à Berne) est un écrivain allemand.

## Biographie
Il est le frère de Karl Follen et de Paul Follen. Il est l'oncle de Carl Vogt.
Follen va au gymnasium de Giessen puis étudie de 1811 à 1816 à l'université la philologie, la théologie protestante et le droit. En 1814, il s'installe en France comme volontaire dans les guerres napoléoniennes. Après son retour la même année, il devient cofondateur de la société de lecture teutonne (de) et des Noirs de Giessen. Exclu de l'université de Giessen, il va en 1816 à l'université de Heidelberg.
En 1817, il est rédacteur en chef à Elberfeld et écrit un projet de constitution de base pour une future constitution du Reich. En 1819, il est arrêté pour « activités allemandes » et libéré seulement en 1821 pour cause de maladie. Son émigration en Suisse empêche un emprisonnement pendant dix ans, car il est condamné par contumace pour haute trahison. De 1822 à 1827, il est professeur à Aarau. Il est membre du grand Conseil du canton d'Argovie et reprend l'imprimerie Gessner. Après son mariage, qui lui apporte des capitaux, Follen se retire en 1824 à Zurich et vit en rentier.
Dans la décennie qui précède la révolution de mars 1848, sa résidence à Zurich est un point de rencontre pour les persécutés politiques, parmi lesquels les poètes Georg Herwegh, August Heinrich Hoffmann von Fallersleben et Ferdinand Freiligrath. Ici, les émigrants allemands, comme de nombreux professeurs d'université tels que Julius Fröbel et Friedrich Wilhelm Schulz, rencontrent des libéraux locaux. Follen soutient le jeune poète Gottfried Keller. En 1843, Follen sauve la maison d'édition Le Comptoir littéraire de Zurich et Winterthour (de) dirigé par Fröbel de la ruine financière grâce à sa participation. Quand Arnold Ruge et Karl Heinzen publient Zürcher Atheismusstreit, une guerre de plumes éclate, Follen s'oppose en faveur de la croyance en Dieu et l'immortalité. Schulz et Keller le soutiennent tandis que Fröbel reste du côté de Ruge. Le différend divisé la communauté allemande émigrée à Zurich et mène au déclin du Comptoir littéraire, alors que Follen retire sa participation.
En 1848, Follen achète le château de Liebenfels (de), et offre l'asile aux réfugiés après la défaite de la révolution en Allemagne. Il monte un élevage de vers à soie, échoue et meurt appauvri dans la maison de ses filles.